# 1-я и Кадетская линии Васильевского острова
1-я и Кадетская линии — улица на Васильевском острове Санкт-Петербурга. Кадетская линия — нечётная сторона, расположена ближе к стрелке Васильевского острова; 1-я линия — чётная. Линии пролегают между Румянцевской площадью (Университетской набережной) и набережной Макарова, то есть между Большой и Малой Невой. Конец линий переходит в предмостную площадь, на которой и сходится с набережной Макарова у Тучкова моста, где у спуска с моста в сторону Малого пр. В. О. в мае 2012 года начались работы по строительству второго выхода станции метро «Спортивная».
Параллельно улице за 1-й линией до Среднего пр. проходит ул. Репина — самая узкая улица в городе. По ней сзади подвозились провизия, вода к богатым домам, выходившим парадными фасадами на 1-ю линию, и осуществлялось их прочее хозяйственное обслуживание.

## История и достопримечательности
Как и другие линии Васильевского острова, 1-я и Кадетская линии предполагались как набережные каналов.
Название существует с 1737 года. Кадетская линия получила название по разместившемуся в её начале (на углу нынешней Университетской набережной) на территории бывшей усадьбы попавшего в опалу А. Д. Меншикова Первому Кадетскому корпусу, главной достопримечательностью которой был Меншиковский дворец, с 1980-х годов являющийся музеем — филиалом Государственного Эрмитажа (сам дворец не выходит на линии).
C 1918 по 2007 год Кадетская линия называлась Съездовской, так как в здании Первого Кадетского корпуса с 3 (16) июня по 24 июня (7 июля) 1917 года работал Первый Всероссийский съезд Советов рабочих и солдатских депутатов, на котором дважды выступал В. И. Ленин с речами о партии власти и участии в Первой мировой войне. Затем ей вернули историческое название.

### Кадетская линия
На Кадетской линии находятся такие исторические здания, как:
- Здание Первого кадетского корпуса,  Объект культурного наследия народов РФ федерального значения. Рег. № 781510238140046 (ЕГРОКН). Объект № 7810176004 (БД Викигида);
- православная церковь Святой Екатерины (1811—1823, арх. А. А. Михайлов 2-й);
- Дом № 9, угловой по Кубанскому (1) и по Тучкову (4) переулкам — доходный дом Ф. И. Клеменца (Альвины Винтер). Первичная постройка появилась в 1841—1842 годах (архитектор Е. Т. Цолликофер. Изменения 1873 года проводились по проекту В. В. Виндельбандта. Перестройка 1900 года осуществлена Фёдором Лидвалем. В доме жили горный инженер Николай Иосса, лингвист Иван Бодуэн де Куртенэ, художник Виктор Бобров[3].  7830439000
- Дом № 11 (Кубанский переулок, 2 / Тучков переулок, 6) — дом Р. В. Риттера, изначальная постройка восходит к 1720-м годам, позднее перестроена: в 1847—1849 годах (арх. Е. Т. Цолликофер), в 1849—1852 годах (арх. Л. Л. Бонштедт).  7830438000
- Дом № 17 — Дом В. В. Шувалова, первая постройка относится к 1-й половине XVIII века, перестроена в 1857 году (арх. В. Я. Лангваген), позднее в 1875 году (арх. Н. Ф. Беккер).  7830437000
- Дом № 19 — Дом Э. Л. Гюнтера, 1-я пол. XVIII века, перестроен в 1868 году (арх. Р. Е. Бергман).  7830436000
- Дом № 21 (Тучков переулок, 16)  781510273630006 — Дом архитектора Брюллова. Основан в 1780-х годах перестроен в 1845 году по проекту архитектора Александра Брюллова, брата знаменитого живописца Карла Брюллова. Позднее дом принадлежал зятю Александра Брюллова, архитектору Павлу Сюзору. На рубеже XX—XXI веков в доме размещалась Юношеская библиотека им. Н. А. Островского Централизованной библиотечной системы Василеостровского района, обслуживавшая и студентов окрестных вузов — СПбГУ и Филологического факультета РГПУ им. А. И. Герцена. В 2022-м году обветшавшее здание было выставлено на торги по программе «Аренда за рубль». Компания-победитель взяла на себя обязательство в течение семи лет платить в городскую казну более 700 тыс. рублей в месяц. Если за этот срок она сумеет отреставрировать здание площадью 2 тыс. м² и успешно сдать работу КГИОП, то следующие 42 года арендная плата составит один рубль за м² в год[4]. Открытие после реставрации запланировано на 2024 год[5][6].
- Дом № 23 (Тучков переулок, 18) — историческое здание 1720-х годов, в котором в 1792—1822 годах жил художник Д. Г. Левицкий. Перестроено в 1905 году, арх-р Л. Л. Фуфаевский.  7830435000
- Дом № 27 (Средний проспект, 5 / Тучков переулок, 22) — дом Д. Н. Голубина, 1810—1812 годы, арх. В. П. Стасов.  7830469000
- Дом № 27, литера а (Тучков переулок, 22/24) — церковь Святой Великомученицы Екатерины, 1811—1823 годы (арх. А. А. Михайлов 2-й), перестроена в 1861—1863 годах (арх. А. М. Болотов, арх. Л. Л. Бонштедт).  781520269150006
- Дом № 29 (Тучков переулок, 24) — дом В. Голубина, 1823 год, арх. Х. Х. Бек. В 1911—1932 годах здесь жил архитектор И. А. Фомин.  781510208980005

### 1-я линия
На 1-ю линию выходит Румянцевский сад. На углу с Большим проспектом Васильевского острова находится лютеранская церковь Святой Екатерины (1768—1771, архитектор Ю. М. Фельтен). В начале XX века здесь поблизости жил художник Александр Бенуа с семьей.
Памятники архитектуры федерального значения и другие исторические здания:
- Дом № 4, литера а (улица Репина, 3) — особняк купца Г. А. Корпуса. Изначально на этом участке находился двухэтажный каменный дом, построенный в 1720-х годах по образцу разработанному Леблоном (тип — «дом для именитых»). Этот дом принадлежал Ульяну Акимовичу Синявину — директору от строений городовых дел Санкт-Петербурга, близкому другу Доменико Трезини. В 1730-х годах здание арендовала Академия наук, в 1740-х годах оно перешло Коллегии иностранных дел, в 1757 году — Сухопутному шляхетскому корпусу, а в конце 1760-х годов — Академии художеств. В 1771 году участок вновь перешёл в частные руки. В XIX веке дом дважды перестраивался: в 1842 году архитектором Л. Ф. Вендрамини и в 1879 году — В. А. Шретером. В. А. Шретер не только перестроил дом, но и увеличил его на один этаж.  7831659000
- Дом 8 — доходный дом купца Н. И. Блинова, 1720-х годы (арх. М. З. Захаров), перестроен в 1873 году. В 1841—1844 годах здесь жил баснописец И. А. Крылов.  781610418590006
- Дом № 10 — дом Г. И. Головкина (А. Н. Чичагова), 1720—1730-е годы, перестроен в 1878 году, арх. Н. П. Басин.  7831661000
- Дом № 12 — дом Леонтьевых (Шуберта Ф. Ф.). Трёхэтажное здание в семь окон по фасаду было построено в 1722—1741 годах Центральный ризалит увенчан треугольным фронтоном, ось фасада подчеркнута трёхчастным окном. В 1807—1809 годах был переделан фасад и сооружена парадная лестница. Парадные помещения находились на третьем этаже. Сохранились лепные карнизы с модульонами и розеттами и двери, обрамленные наличниками с сандриками на кронштейнах. Балконная дверь украшена двумя дорическими каннелированными колоннами. В 1775 году после смерти Николая Михайловича Леонтьева его сёстры продали дом «мастеру печения французских хлебов» Иоганну Христофоровичу Шафу. Затем дом несколько раз менял владельцев, пока его у майорши Басовой в декабре 1829 года не приобрел на имя своей жены начальник Военно-топографического депо генерал-майор Фёдор Фёдорович Шуберт. Предполагается, что при нём произошло полное изменение облика дома и автором перестройки мог быть архитектор А. П. Брюллов (жены Брюллова и Шуберта были родными сестрами). В 1871 году Ф. Ф. Шуберт-младший купил соседний дом майорши Кушелевой (№ 14), произвёл некоторые переделки в обоих домах и квартиры в них стали сдаваться внаём. В 1876 году здесь же поселилась с мужем С. В. Ковалевская. В 1892 году здания перешли к брату Софьи Ковалевской, Фёдору Васильевичу Корвин-Круковкому, для которого в 1892—1893 годах архитектор А. П. Сосков произвёл переделки дворовых флигелей и расширил проёмы окон и дверей дома по проекту арх. Н. Бенуа. В 1893 году оба дома купил Б. К. Веселовский (хранитель отдела рисунков и гравюр в Императорском Эрмитаже), которому уже принадлежал дом № 16, где он и жил. В 1899 году архитектор Г. Б. Пранг перестроил флигель дома № 12; во дворе деревянные флигели были заменены на каменные. В 1915 году новыми владельцами стали Сергей Николаевич Белоруков и Николай Павлович Козлов.  781610418700006
- Дом № 14, литера А — дом А. Сверчкова (Кушелевой), первая треть XVIII века, объект культурного наследия регионального значения. С 1798 по начало 1800-х годов в доме жил Иван Якимов, а в 1874 году — математик Софья Ковалевская[7].
- Дом № 18 (Большой проспект Васильевского острова, 2 / улица Репина, 17) — дом И. В. Голубина (И. И. Зайцевского), построен в 1834 году (арх. Х. Х. Бек), перестроен в 1878 году (арх. Н. Ф. Беккер).  7831664000
- Дом № 22 (улица Репина, 23) — Л. В. Измайлова (Е. С. Соловейчик), построен в 1720—1730-х годах. Принадлежал Льву Васильевичу Измайлову (1685—1738) — сподвижнику Петра I, генерал-майору, дипломату, известному посольством в Китай в 1719—1722 годах. Измайлов был одним из тех, кто в 1718 году подписался под приговором царевичу Алексею. Здание перестраивалось в 1872-1873 под руководством Эдуарда Крюгера. После смерти Измайлова дом многократно менял владельцев. В 1890 году был перестроен по проекту архитектора Б. И. Гиршовича[8]. При этом здание было надстроено на один этаж и стало трёхэтажным. В конце XX века в этом доме жил художник—баталист, профессор Академии художеств Б. П. Виллевальде.  781510327130005
- Дом № 24 (улица Репина, 25) — дом И. Стрешнева (Л. К. Ниппа), 1720—1730-е годы, перестроен в 1834 году, и расширен арх-м Э. Ф. Крюгером в 1872—1873 годах.  7831665000
- Дом № 26 (улица Репина, 27) — доходный дом А. Г. фон Нидермиллера. Возведен в 1913—1915 годах М. Ф. Переулочным. В доме был спроектирован ряд крупных помещений для различных контор. В 1917 году часть из них были объединены и в общем зале устроен кинематограф. В 1919 году здесь располагался рабочий кинематограф «Мысль». В 1920-х годах дом переделали под школу. C 1970-х годов здесь располагается факультет журналистики Санкт-Петербургского государственного университета.
- Дом № 28 — дом Фреймана (Р. Н. Геймбюргера), середина XVIII века, 1832 год, арх. И. Гагель (?), перестроен в 1858—1859 годах (арх. Л. Л. Бонштедт).  7831668000 Владельцем дома был гофмаклер столичной биржи купец Карл Фелейзен. С 1915 года в собственности обер-прокурора Святейшего Синода действительного статского советника Николая Раева. В доме жил предприниматель и археолог-самоучка Генрих Шлиман. На доме установлена памятная доска[9].
- Дом № 30 — дом Долгоруковых, 1730—1740-е годы, частично перестроен в первой половине XIX века.  781610554820005
- Дом № 32, литеры Б, В (улица Репина, 33) — дом Бахов, 1730-е годы, перестроен в 1790-е годы  7831670000
- Дом № 38 (улица Репина, 39) — дом Ф. А. Бруни (Э. А. Пель), основан в 1720—1730 годах, неоднократно перестраивался: в 1873 году надстроен арх-м Ю. Ф. Бруни, в 1913 году — гражд. инж-рами А. Ф. Пелем и Г. Г. Цолликофером.  7831672000
- Дом № 52 — здание Академии Российской[10][11], где эта академия находилась до 1841 году, а затем, став 2-м отделением Академии наук (Отделением русского языка и словесности)[12], уступила место главному учебному заведению Католической церкви в дореволюционной России — Римско-католической духовной академии, существовавшей до 1918 года. Затем в этом здании находились различные просветительские организации[13], включая педагогический факультет Ленинградского гос. педагогического института, готовивший учителей начальных классов (ныне эта функция у Института детства РГПУ им. А. И. Герцена), затем общежитие ЛГПИ, а с конца 1980-х годов филологический факультет и некоторые другие подразделения Российского государственного педагогического университета им. А. И. Герцена. Факультет продолжает филологические и педагогические традиции своих предшественников, проводя, в частности, Шишковские чтения, посвященные памяти адмирала А. С. Шишкова, одного из президентов Академии Российской и министров просвещения России.  781520325620006
- Дом № 54 — в этом доме в квартире № 3 жил выдающийся геолог и географ Я. С. Эдельштейн. На здании установлен мемориальный знак[14].
- Дом № 58 (2-я линия Васильевского острова, 47) — Дом Кусова, Детская больница Святой Марии Магдалины. 1770-е годы, 1792—1793 годы, арх. Руска Л. И., XIX век — конец XIX — начало XX веков, арх. Квадри Д., арх. Плавов П. С., арх. Шиллинг А. Д., 1950-е годы.  781620418900006

## Пересечения
- Университетская набережная
- Академический переулок
- Большой проспект Васильевского острова
- Двинский переулок
- Кубанский переулок
- Средний проспект
- Магдалинский переулок
- набережная Макарова

## В культуре
Действие сказочной повести Антония Погорельского Чёрная курица, или Подземные жители происходит на 1-й линии Васильевского острова: «… вероятно, у многих остался в свежей памяти, хотя дом, где пансион тот помещался, давно уже уступил место другому, нисколько не похожему на прежний».